# Ben Handlogten
Benjamin Louis Handlogten, detto Ben (Grand Rapids, 16 novembre 1973), è un ex cestista e allenatore di pallacanestro statunitense, professionista nella NBA e in Europa.

## Carriera
Centro di carnagione bianca, Handlogten esce dalla Western Michigan University nel 1996, andando quindi a giocare nella lega CBA coi Grand Rapids Hoops, franchigia della sua città natale. Un anno più tardi è di scena nella massima serie turca dove chiude con 17 punti e 9,5 rimbalzi di media, mentre la stagione 1998-99 la disputa in Giappone. Poi due anni trascorsi nuovamente in Turchia, prima con la canotta del Galatasaray e poi con quella dell'Ülkerspor con cui vince il campionato.
Nel 2001-02 debutta nel campionato italiano firmando con la Virtus Roma, registrando in giallorosso una media di 13,1 punti e 8,9 rimbalzi a partita.
Dopo un anno con i greci del Makedonikos, Handlogten fa il proprio debutto in NBA grazie alla chiamata degli Utah Jazz: tuttavia nel dicembre 2003 si lacera il legamento crociato anteriore ed è costretto ad un lungo stop. Due mesi dopo è coinvolto in uno scambio che lo porta ai Phoenix Suns, ma non scende mai in campo. Ristabilitosi, torna a calcare i parquet tra marzo e aprile del 2005 ancora con i Jazz.
Nel 2005-06 accetta di approdare in Corea del Sud dopo il taglio ricevuto in pre-stagione dai New Jersey Nets. Nel febbraio del 2006 sigla un contratto a gettone col Barcellona, ma poche settimane dopo viene tagliato senza mai esordire.

## Palmarès
- Campionato turco: 1

Ülkerspor: 2000-01